# Samuel Hopkins Adams
Samuel Hopkins Adams (* 26. Januar 1871 in Dunkirk, Chautauqua County, New York; † 15. November 1958 in Beaufort, South Carolina) war ein US-amerikanischer Journalist und Schriftsteller.

## Biografie
Nach dem Besuch der Free Academy in Rochester studierte er zunächst am Union College in Schenectady, dann am Hamilton College in Clinton und schloss dieses Studium 1891 mit einem Bachelor of Arts (B.A.) ab. Im Anschluss wurde er Journalist bei der Tageszeitung New York Sun, ehe er von 1901 bis 1905 Journalist beim McClure's Magazine war. Danach arbeitete er als freier Journalist und gehörte zu den ersten Muckrakern. Seine investigativen journalistischen Berichte im Magazin Collier’s führten zur Verabschiedung des Pure Food and Drug Act. Die Berichte erschienen 1906 in dem Buch The Great American Fraud.
Nach dem 1926 erschienenen Roman Revelry verfasste er 1930 eine Biografie über Daniel Webster mit dem Titel The Godlinke Daniel sowie 1939 über US-Präsident Warren G. Harding mit dem Titel Incredible Era. Im Anschluss erschienen die Romane The Harvey Girls (1942) und Canal Town (1944). Adams, der zwischen 1937 und 1958 auch Mitglied des angesehenen Dutch Treat Club in New York City war, schrieb zuletzt Grandfather Stories (1955). Das Buch Tenderloin erschien erst 1959 posthum.
Einige seiner Bücher wurden verfilmt, wie beispielsweise sein Roman Night Bus durch Frank Capra in dem Film Es geschah in einer Nacht (1934) mit Clark Gable und Claudette Colbert sowie The Gorgeous Hussy durch Clarence Brown in dem gleichnamigen Film von 1936 mit Joan Crawford und Robert Taylor.

## Verfilmungen (Auswahl)
- 1933: Es geschah in einer Nacht (It Happened One Night)
- 1936: The Gorgeous Hussy
- 1946: The Harvey Girls
- 1956: Ohne Liebe geht es nicht (You Can’t Run Away From It)